# Symphonie no 54 de Mozart
La Symphonie «no 54» en si bémol majeur K. Anh. 216/74g/Anh.C 11.03 est une symphonie qui a peut-être été écrite par le compositeur Wolfgang Amadeus Mozart en 1771 à Salzbourg.

## Historique
La Alte Mozart-Ausgabe (publiée en 1879–1882) a attribué les numéros 1–41 aux 41 symphonies numérotées. Les symphonies non numérotées (quelques-unes, dont la K. 74g, ont été publiées dans les suppléments de la Alte-Mozart Ausgabe jusqu'en 1910) ont parfois reçu les numéros 42 à 56, bien qu'elles aient été écrites avant la Symphonie no 41 (écrite en 1788) de Mozart. La symphonie K. 74g a ainsi reçu le numéro 54 dans cet ensemble.
Cette symphonie (entre autres) n'était connue de Ludwig Ritter von Köchel que par un incipit dans le catalogue de Breitkopf & Härtel, et ainsi il l'a placée dans le Anhang du catalogue Köchel sous le numéro Anh. 216. Un ensemble de pièces (aujourd'hui perdu) a été découvert dans la Bibliothèque d'État de Berlin au début du XXe siècle et a été publié par Breitkopf & Härtel en 1910 et édité par Max Seiffert. Cet ensemble de pièces peut avoir été retiré de la bibliothèque par Seiffert avant qu'il ne soit catalogué (puisque l'ensemble des pièces n'a jamais été catalogué) et n'a jamais été restitué.
En raison de la perte des pièces, la seule source de cette symphonie était l'édition de Breitkopf & Härtel (dans la Alte Mozart Ausgabe). Max Seiffert a écrit que dans un ancien catalogue manuscrit chez Breitkopf & Härtel, dix symphonies qui étaient autrefois en possession de la maison d'édition sont répertoriées, mais que tout avait été perdu et Köchel pouvait seulement les cataloguer en annexe sous les numéros Anh. 214-223. Plus tard, deux ont été trouvées dans la Bibliothèque d'État de Berlin, les K. Anh. 214 et 216. Elles ont été datées de 1770-1771, en provenance d'Italie.
Alfred Einstein a écrit dans son édition du catalogue Köchel qu'il croyait que la symphonie a été composée à Salzbourg entre les deux voyages en Italie au début d'été 1771 et a donné à la symphonie le numéro « 74g ». Il n'a exprimé aucun doute quant à la paternité de Mozart. La sixième édition du catalogue Köchel a donné à la symphonie le numéro « Anh.C 11.03 » et l'a placée dans la catégorie des œuvres fausses ou douteuses pour des raisons stylistiques.
Pour les dix symphonies (K. Anh. 214-223) qui n'ont été initialement connues que par un incipit dans le catalogue Breitkopf & Härtel, les statuts actuels de leur authenticité sont les suivants:
| K1       | K6                    | Numéro dans la Alte Mozart-Ausgabe | Statut actuel d'authenticité                  |
| -------- | --------------------- | ---------------------------------- | --------------------------------------------- |
| Anh. 214 | 45b                   | 55                                 | Douteux                                       |
| Anh. 215 | 66c                   | -                                  | Perdu                                         |
| Anh. 216 | Anh.C 11.03 (K3: 74g) | 54                                 | Douteux                                       |
| Anh. 217 | 66d                   | -                                  | Perdu                                         |
| Anh. 218 | 66e                   | -                                  | Perdu                                         |
| Anh. 219 | Anh.C 11.06           | -                                  | Fausse attribution; en fait de Leopold Mozart |
| Anh. 220 | 16a                   | -                                  | Douteux                                       |
| Anh. 221 | 45a                   | -                                  | Incontestablement authentique                 |
| Anh. 222 | 19b                   | -                                  | Perdu et douteux                              |
| Anh. 223 | 19a                   | -                                  | Incontestablement authentique                 |

(Les symphonies qui ne sont pas perdues et peuvent avoir été écrites par Mozart, ont leurs numéros Köchel en caractères gras.)
Certaines symphonies sont toujours portées disparues (K. 19b, 66c, 66d et 66e), et d'autres qui ne figurent pas dans le catalogue de Breitkopf & Härtel ont été ajoutées au catalogue principal (K. 75, K. 76, K. 81, K. 95, K. 96, K. 97 et K. 98), bien que les manuscrits n'aient pas été authentifiés. Toutefois, étant donné que ces symphonies avec des manuscrits non authentifiés (et la K. 45b, qui a été découverte plus tard) ont été considérées comme de Mozart pour des raisons stylistiques, il serait logique que ces symphonies et la K. 74g soient toutes considérées comme douteuses ou toutes considérées comme authentiques.
La Neue Mozart-Ausgabe met la K. 74g dans le supplément des «Œuvres d'authenticité douteuse» et donne un examen détaillé des sources et de l'authenticité de sorte que, comme pour les autres symphonies d'auteur incertain, la paternité de Mozart peut être concédée à toute la prudence nécessaire.

## Instrumentation
| Instrumentation de la symphonie «no 54»                              |
| Cordes                                                               |
| premiers violons, seconds violons, altos, violoncelles, contrebasses |
| Bois                                                                 |
| 2 hautbois ou 2 flûtes                                               |
| Cuivres                                                              |
| 2 cors en si bémol                                                   |

Dans les orchestres actuels, on ajoute parfois des bassons et un clavecin.

## Structure de l'œuvre
Introduction de l'Allegro :
Introduction de l'Andante :
Première reprise du Menuet :
Première reprise du Trio :
Introduction de l'Allegro molto :
La symphonie comporte mouvements:
1. Allegro, à 
, en si bémol majeur, 160 mesures
2. Andante, à 
, en mi bémol majeur, 70 mesures, 2 sections répétées deux fois (mesures 1 à 31, mesures 32 à 70)
3. Menuet et Trio, à 
, en si bémol majeur (Trio en fa majeur), 16+24 mesures, dans le Trio, cordes seules, pupitre d'altos divisé en deux
4. Allegro molto, à 
, en si bémol majeur, 150 mesures

Durée: environ 14 minutes

## Enregistrements
La symphonie a été enregistrée par l'Academy of Ancient Music et The English Concert.